# 中美洲嬌麗魚
中美洲嬌麗魚，為輻鰭魚綱鱸形目隆頭魚亞目慈鯛科的其中一種，分布於中美洲薩爾瓦多的Coatepeque湖流域，體長可達9.1公分，棲息在岩石底質、水質清澈的湖泊，生活習性不明。

## 擴展閱讀
維基物種上的相關：中美洲嬌麗魚